# Жан Робер Жуе
Жан Робе́р Жуе́ (фр. Jean-Robert Jouet) — французький підприємець та металург, топ-менеджер, генеральний директор ПАТ «АрселорМіттал Кривий Ріг» у 2008—2010 роках.

## Кар'єра
Народився в 1957 році, закінчив Школу гірничорудної справи закінчив у місті Ненсі, після чого почав працювати технологом у Sainte Agathe (Florange).
У 1990—1993 — керівник відділу виробничого планування. У 2001—200 — заступник генерального директора Cockerill Sambre. Перед приїздом в Україну Жан Робер Жуе працював в Дюнкерку.
У 2008 році став генеральним директором ВАТ «АрселорМіттал Кривий Ріг», де працював до 2010.